# Castell de Kuusisto

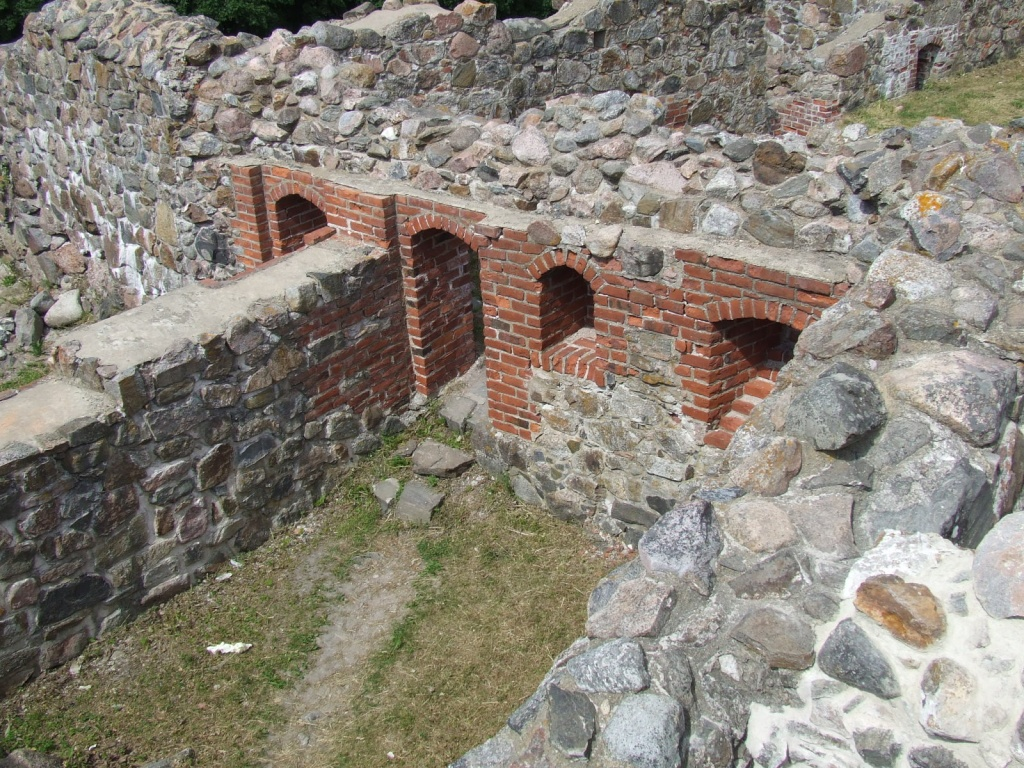
Les ruïnes d'una sala

El Castell de Kuusisto (en finès Kuusiston piispanlinna, en suec Kustö biskopsborg) és un castell medieval finès, situat a l'illa de Kuusisto, a Kaarina, Finlàndia, molt a prop de la ciutat de Turku. El castell fou construït al segle xiv, tot i que havia estat la residència del bisbe almenys des de 1290. Durant la Reforma protestant es va ordenar demolir el castell, concretament el 1528 i fou el rei Gustau I de Suècia qui ho va fer. El 1891 es va iniciar un procés d'excavacions i restauració de les ruïnes.